# Garé, Baranya
Garé este un sat în districtul Siklós, județul Baranya, Ungaria, având o populație de 304 locuitori (2011). 

## Demografie
Componența etnică a satului Garé
     Maghiari (93,85%)
     Romi (6,15%)
Componența confesională a satului Garé
     Romano-catolici (52,63%)
     Reformați (11,51%)
     Fără religie (10,2%)
     Necunoscută (24,67%)
     Luterani (0,99%)
     Alte religii (0,99%)
Conform recensământului din 2011, satul Garé avea 304 locuitori. Din punct de vedere etnic, majoritatea locuitorilor (93,85%) erau maghiari, cu o minoritate de romi (6,15%).  Din punct de vedere confesional, majoritatea locuitorilor (52,63%) erau romano-catolici, existând și minorități de reformați (11,51%) și persoane fără religie (10,2%). Pentru 24,67% din locuitori nu este cunoscută apartenența confesională.